# Louis E. Brus
Louis Eugene Brus (født 10. august 1943) er professor i kemi på Columbia University. Han var med til opdage kolloid halvleder nanokrystaller kendt som kvanteøer. I 2023 modtog han nobelprisen i kemi.